# Bahnhof Shin-Yūbari
Der Bahnhof Shin-Yūbari (jap. 新夕張駅, Shin-Yūbari-eki) ist ein Bahnhof auf der japanischen Insel Hokkaidō. Er befindet sich in der Unterpräfektur Sorachi auf dem Gebiet der Stadt Yūbari.

## Verbindungen
Shin-Yūbari ist ein Zwischenbahnhof und früherer Trennungsbahnhof an der Sekishō-Linie von Minami-Chitose nach Shintoku, der wichtigsten Bahnstrecke in den Osten Hokkaidōs. Hier zweigte bis 2019 eine 16,1 km lange Zweigstrecke der Sekishō-Linie nach Yūbari ab. Der Betrieb erfolgt durch die Bahngesellschaft JR Hokkaido. Vor dem Bahnhof befindet sich eine Bushaltestelle der Gesellschaft Yūbari Tetsudō.

## Anlage
Der von Südwesten nach Nordosten ausgerichtete Bahnhof befindet sich im Ortsteil Momojiyama. Er besitzt sechs Gleise, von denen drei dem Personenverkehr dienen. Diese liegen an zwei Mittelbahnsteigen, die durch eine Unterführung mit dem Empfangsgebäude an der Südostseite der Anlage verbunden sind. Der äußere besitzt ein nicht mehr genutztes Ausziehgleis in nordöstlicher Richtung, hinzu kommt ein Abstellgleis.

## Bilder

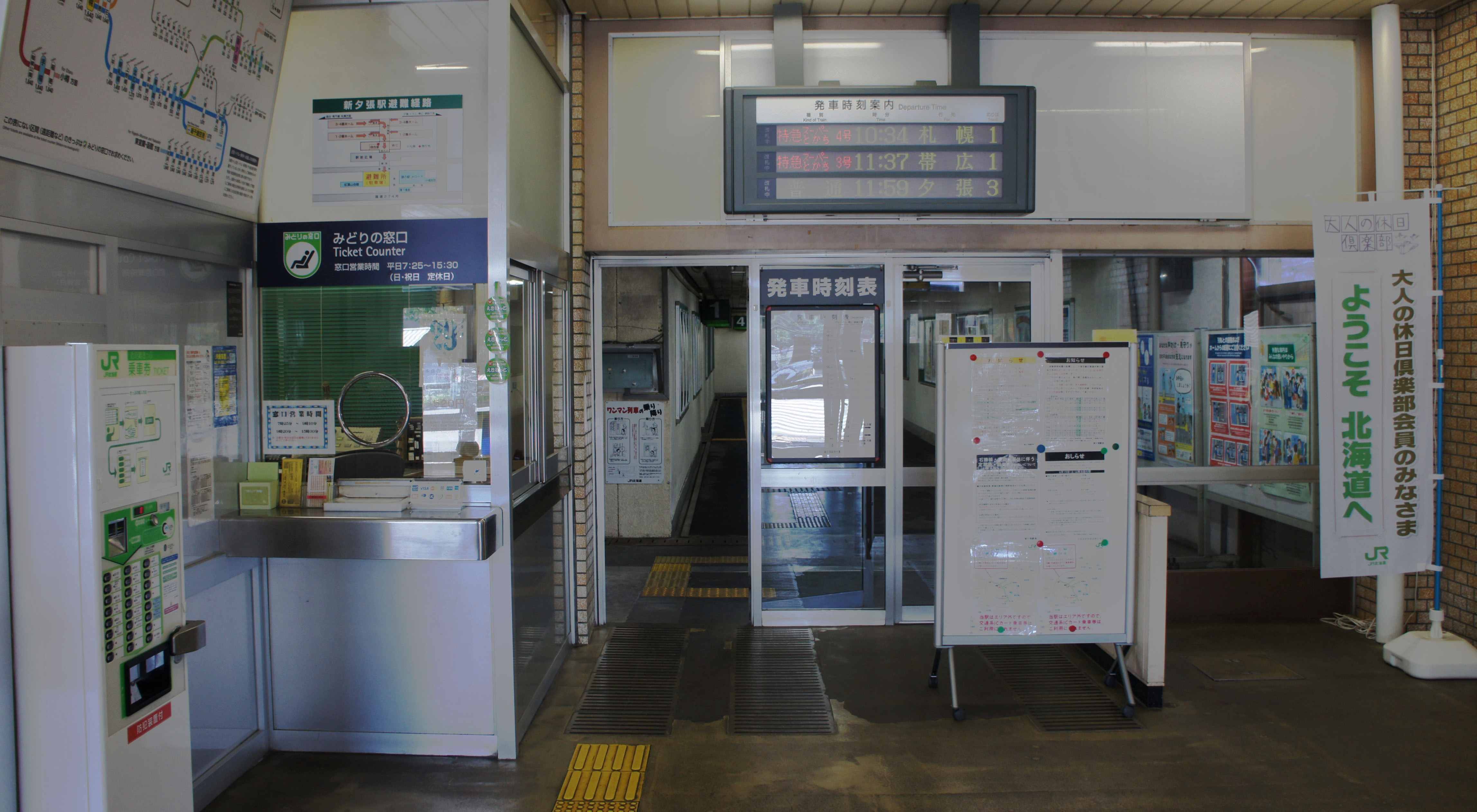
Bahnsteigsperren
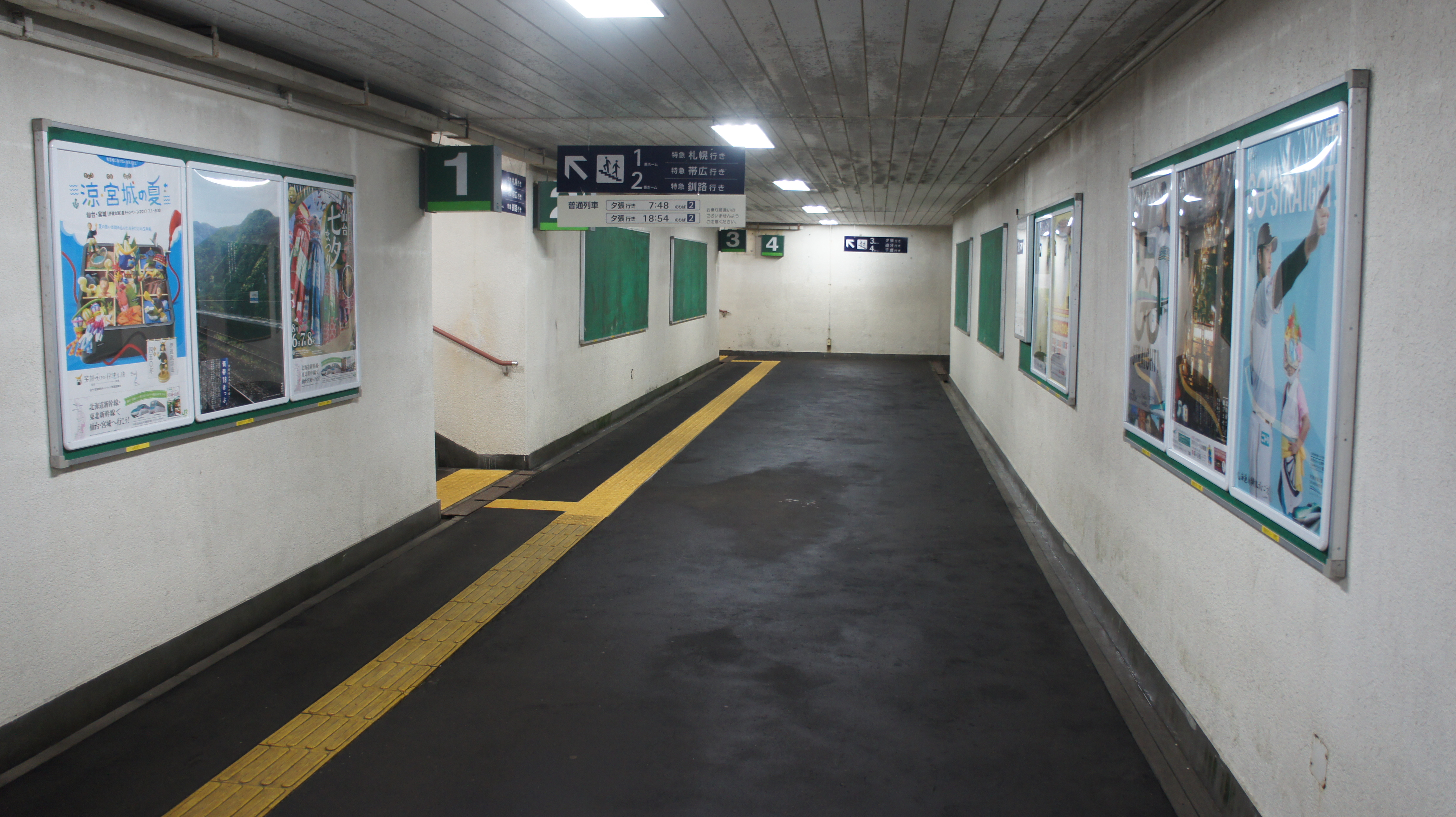
Verbindungsgang
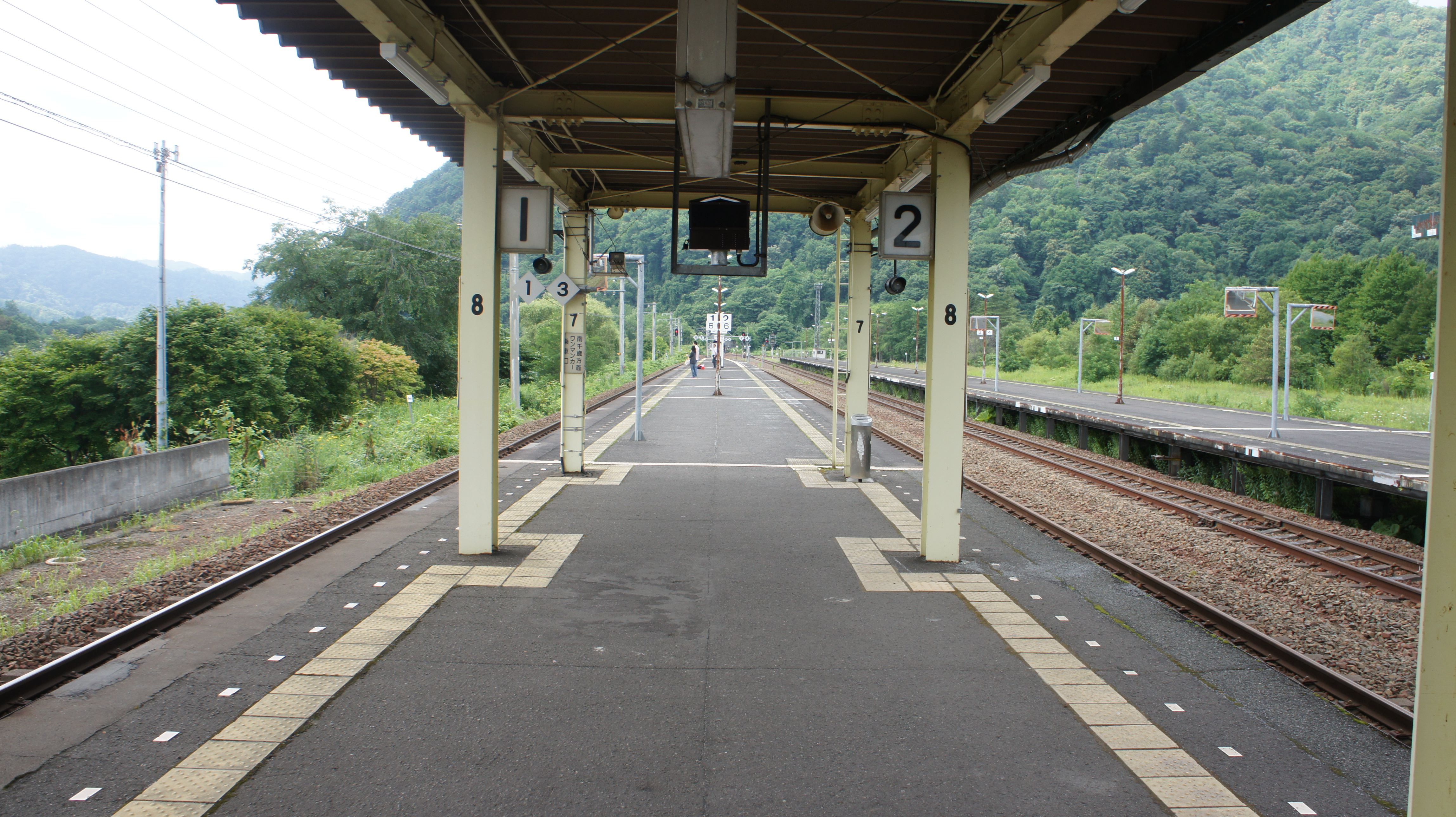
Bahnsteig 1/2
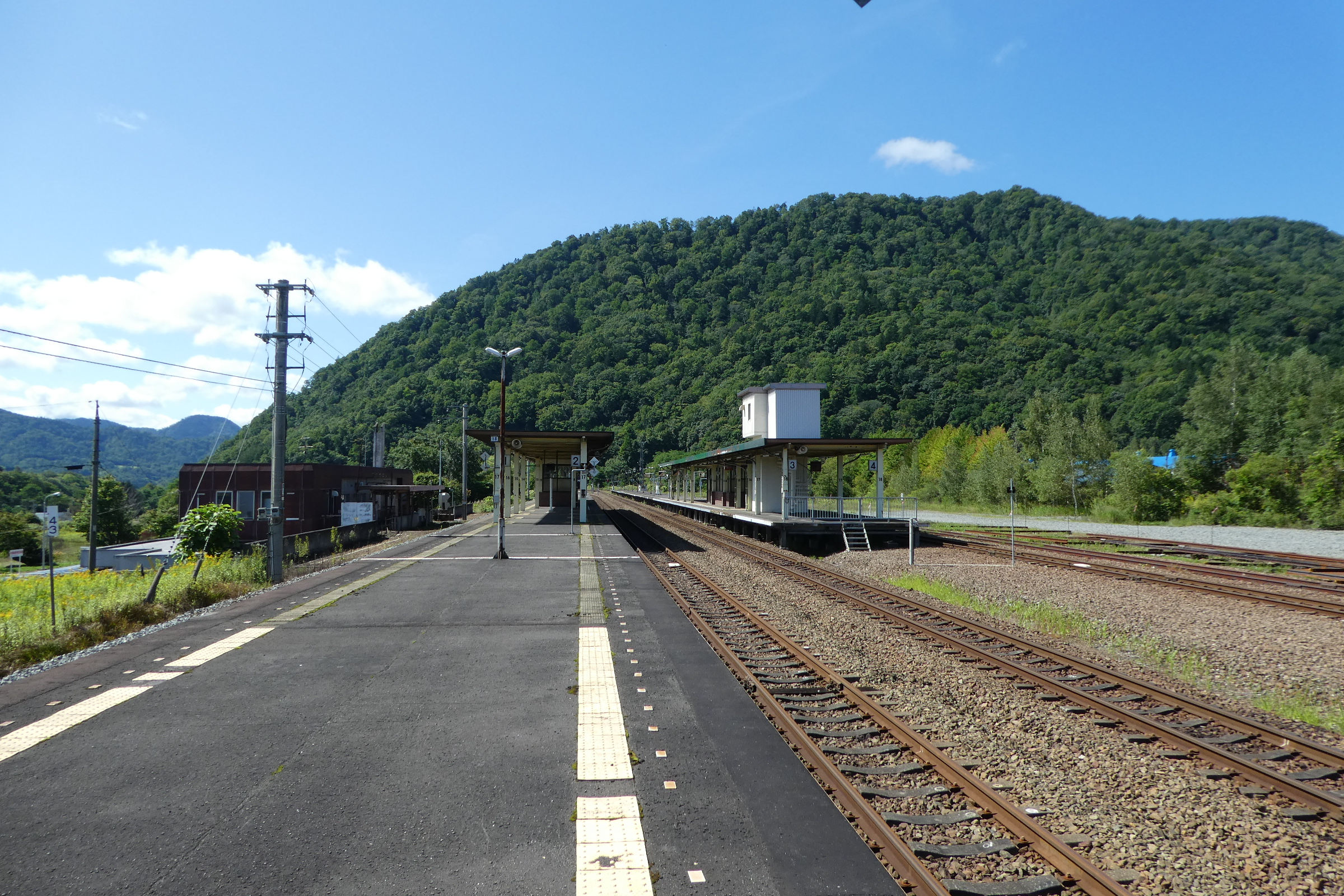
Ansicht der Landschaft
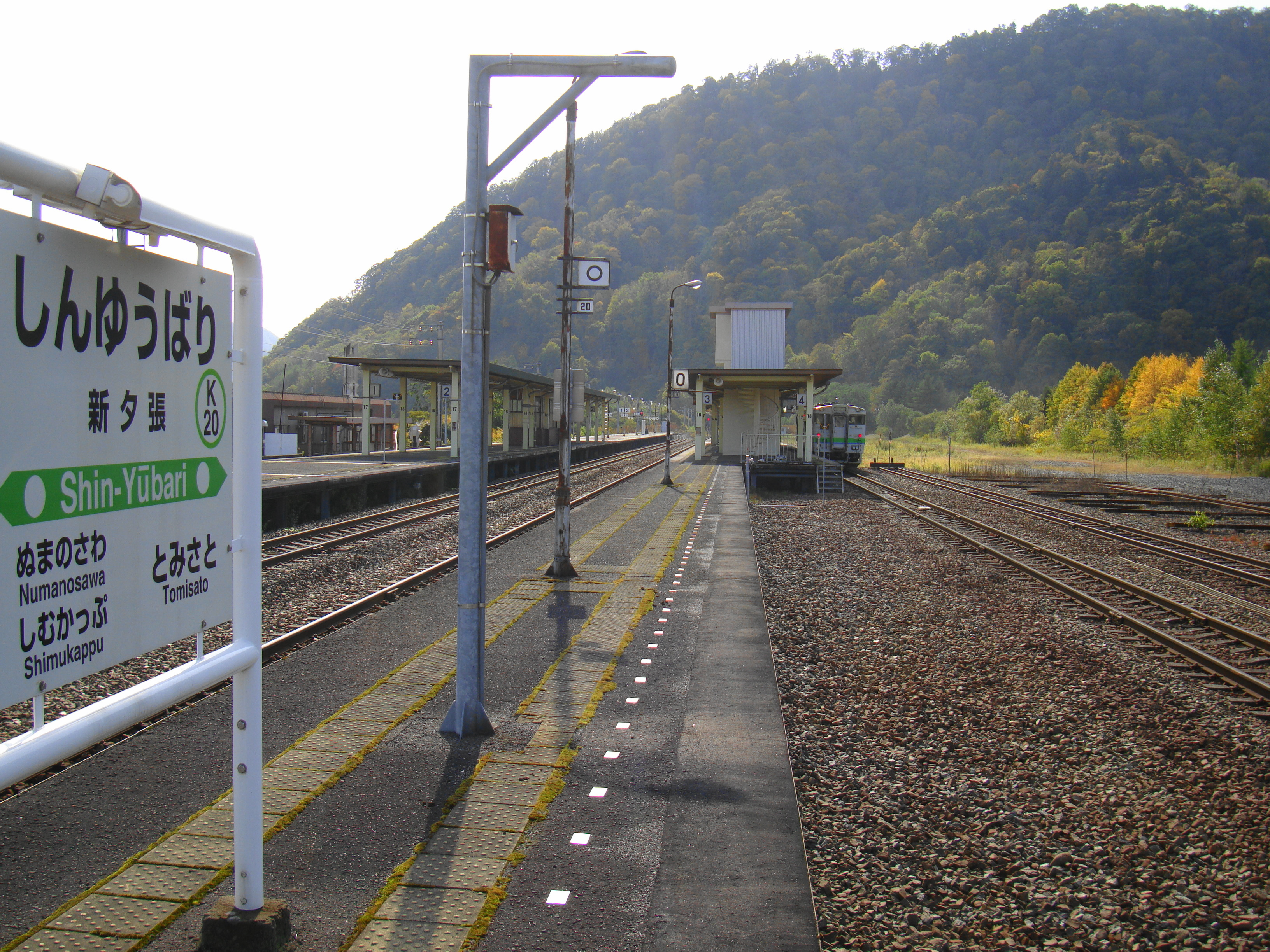
Gleis 0 (Gleise entfernt) (Oktober 2012)

## Linien
| Verlauf der Sekishō-Linie                                                                                                |
| --- |
| Minami-Chitose • Oiwake • Higashi-Oiwake • Kawabata • Takinoue • Tomisato • Shin-Yūbari • Shimukappu • Tomamu • Shintoku |

## Geschichte

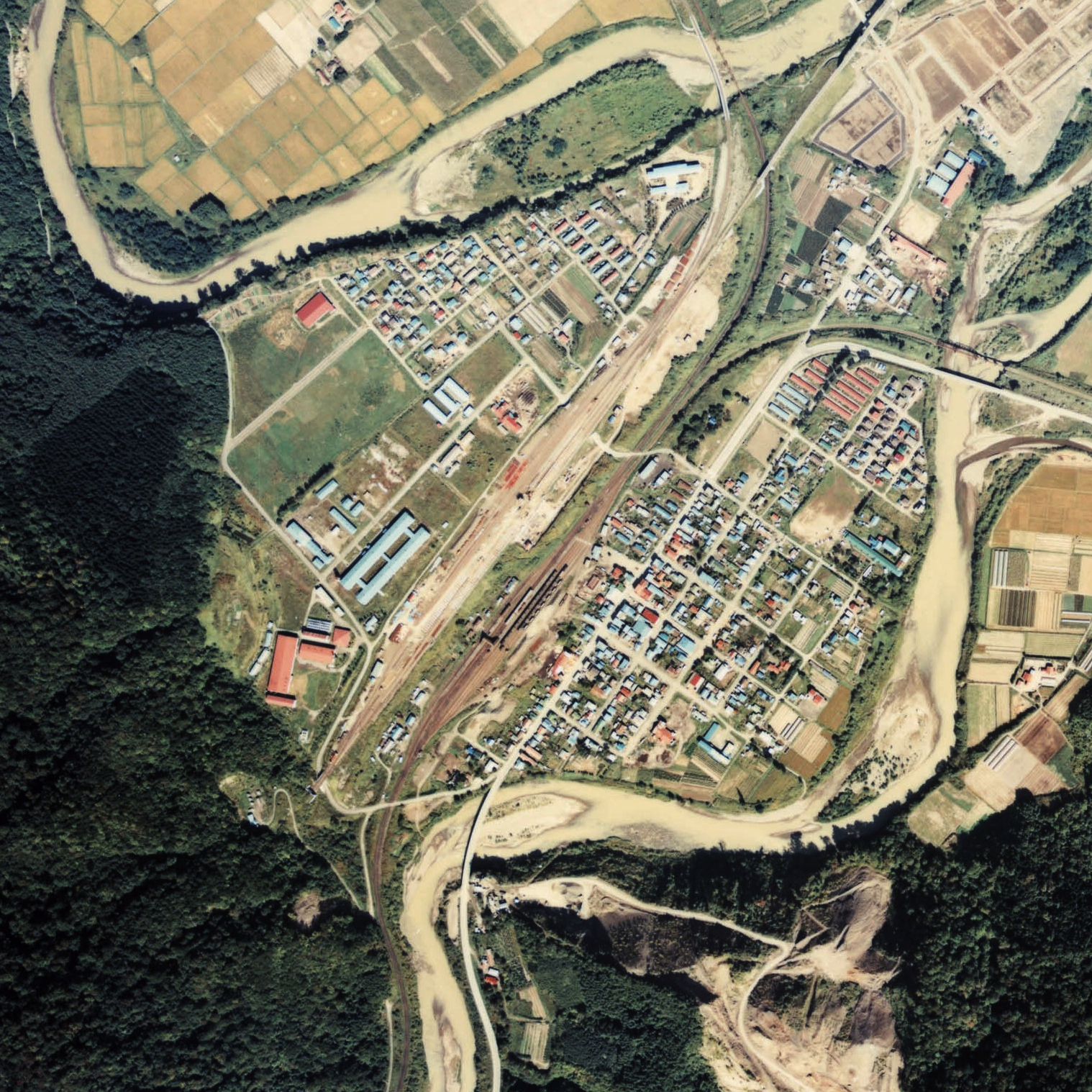
Luftansicht (1976)

Die Bergbau- und Bahngesellschaft Hokkaidō Tankō Tetsudō eröffnete am 1. November 1892 die Yūbari-Linie von Oiwake nach Yūbari, die hauptsächlich dem Abtransport der der im Yūbari-Bergbaurevier abgebauten Steinkohle diente. Am selben Tag nahm sie auch den Bahnhof Momijiyama (紅葉山) in Betrieb. Nach der Verstaatlichung am 1. Juli 1906 war das Eisenbahnamt (das spätere Eisenbahnministerium) zuständig. Es eröffnete am 16. Mai 1907 eine kurze Zweigstrecke von Momojiyama nach Kaede und verlängerte diese am 11. Juli 1916 nach Noborikawa. Von 1915 bis 1932 war die Yūbari-Linie zweigleisig ausgebaut.
Mitte der 1970er Jahre begannen umfangreiche Bauarbeiten an einer neuen, direkteren Bahnstrecke durch das Hidaka-Gebirge in den Osten der Insel. Die durch Momojiyama verlaufende Trasse wurde um rund 50 Meter verlegt, was den Bau eines neuen Bahnhofs erforderlich machte. Nachdem die Japanische Staatsbahn am 25. Mai 1981 den Güterumschlag aufgegeben hatte, legte sie am 1. Juni 1981 die Noborikawa-Zweigstrecke still. Die Sekishō-Linie eröffnete sie am 1. Oktober 1981, zusammen mit den neuen Bahnhof Shin-Yūbari. Die Gepäckaufgabe wurde bis zum 1. Februar 1984 angeboten. Im Rahmen der Staatsbahnprivatisierung ging der Bahnhof am 1. April 1987 in den Besitz der neuen Gesellschaft JR Hokkaido über. Die Zweigstrecke nach Yūbari wurde am 1. April 2019 stillgelegt, seither ist Shin-Yūbari nur noch ein Durchgangsbahnhof.